# Talabuga kán

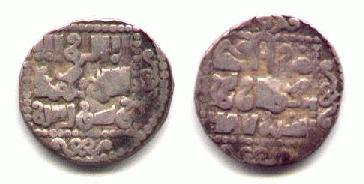
Talabuga kán ezüstpénze.

Talabuga (egyéb írásmódokkal Tulabuga, Talubuga, Telubuga; mongolul Тулабуга, ? – 1291) az Arany Horda kánja, Batu kán dédunokája.

## Trónra kerülése
Talabuga Batu kán második fia, Tokokán (Batu első fiának, Szártaknak nem voltak leszármazottai) legidősebb fiának, Tartunak volt elsőszülötte, így a nomád öröklési rend szerint az Arany Horda trónörökösének számított. Möngke Temür kán halála után azonban mégsem ő, hanem annak öccse, Tode Möngke lett a kán, talán mert Talabuga még nem volt elég idős a tisztség betöltéséhez. 1287-ben Nogáj, a kánságon belüli hatalom tényleges birtokosa lemondatta Tode Möngkét és helyette Talabuga lett a Dzsocsi-ulusz kánja. Mivel Talabuga hiányzik több korabeli történetíró kánlistájából és 1288-ból is ismert Tode Möngke nevével jelzett pénz, létezik olyan feltételezés, hogy Talabuga a tényleges kormányzati hatalmat kapta meg, míg névleg továbbra is Tode Möngke maradt a kán. 

## Hadjáratai
Talabuga 1259-ben Nogájjal együtt részt vett a Burundáj által vezetett litvániai hadjáratban. 1285-ben Nogájjal együtt ő vezette a Magyarország elleni támadást (második tatárjárás), csak úgy mint 1286-87-ben a Lengyelország elleni inváziót. A kezdeti sikerek ellenére ezek a támadások végül kudarcba fulladtak.
Ezeken a hadjáratokon, a kán utasítása szerint a vazallus orosz fejedelemségek, elsősorban a szomszédos Halics katonái is részt vettek. 1285-ben a Vereckei-hágón keltek át Magyarországra és a dúló-fosztogató mongol sereg az ország közepéig jutott, ahol IV. László vereséget mért rájuk és az Erdély felé visszavonuló mongolok a folyamatos zaklatás és üldözés miatt zsákmányuk nagy részét kénytelenek voltak hátrahagyni és a Kárpátokban lovaik nagy részét is elvesztették.
Az 1286-87-es lengyelországi hadjáratot már kezdetektől fogva hátráltatta a vezérek nézeteltérése. Már amikor Talabuga megérkezett Nogáj táborába, már  "nagy ellentét volt közöttük" és végül Talabuga egyedül indult Lengyelországba. Később Nogáj mégis csatlakozott hozzá. Seregeik egy részét Vlagyimir Volinszkijban hagyták és orosz segédcsapatokkal megerősítve vonultak a lengyel fejedelem ellen, ám közben kifosztották a vlagyimiri földeket is. A mongol-orosz csapatok Sandomierzen és Zawichoston keresztül Krakkóig jutottak, de a városokat nem foglalták el, ám 20 000 foglyot ejtettek.
1290-ben Talabuga és Nogáj Cerco országát (feltehetően a cserkeszeket vagy a kirgizeket) támadták meg, de az idő hidegre fordult és Nogáj visszatért a Dzsocsi-uluszba. Talabuga csapatai nagy részének elvesztése után dolgavégezetlenül fordult vissza, a kudarcért Nogájt hibáztatta.
Uralma alatt fennmaradt a hagyományosan rossz viszony a perzsiai Ilhán Birodalommal. 1288-ban és 1290-ben két betörést intézett ellenük, de Argún ilhán mindkettőt hárította.
Talabuga uralkodása idején is kettős hatalmi rendszer állt fent az Arany Hordában. A kánság nyugati felén a tényleges hatalom Nogáj kezében volt, aki uralmát Bulgáriára és Szerbiára is kiterjesztette. Az egymással marakodó orosz fejedelemségek is hol a kántól, hol Nogájtól kértek segítséget.
1291-ben végül Nogáj egy összejövetelen elfogta Talabugát és helyette Möngke Temür fiát, Toktát emelte a trónra. Az új kán Nogáj sugallatára ott helyben megfojtatta Talabugát, az őt támogató kánfiakat pedig lefejeztette.

## Fordítás
Ez a szócikk részben vagy egészben  a   Talabuga című angol Wikipédia-szócikk ezen változatának fordításán alapul.  Az eredeti cikk szerkesztőit annak laptörténete sorolja fel. Ez a jelzés csupán a megfogalmazás eredetét és a szerzői jogokat jelzi, nem szolgál a cikkben szereplő információk forrásmegjelöléseként.